# Kežovica
El balneario mineral de Kežovica (macedonio, Бања Кежовица) está situado cerca del suburbio meridional de Štip llamado Novo Selo, justo después del cañón que el río Bregalnica forma cuando sale de la ciudad. La temperatura del agua es de 74 °C en la fuente y es ligeramente radioactiva, que se usa con propósitos medicinales. Hay un baño termal construido en la cercanía de la fuente principal, así como una unidad de hospital especializándose en fisioterapia llevada a cabo en piscinas llenas con agua de los manantiales minerales.
Hay un segundo manantial mineral en el suburbio de Novo Selo en sí llamado L'dzhite, que se usa regularmente por los residentes locales. Este manantial también se considera una parte del sistema de Kežovica. La región en Macedonia del Norte centro-oriental entre las ciudades de Štip y Kratovo es un lugar de muchos volcanes durmientes y extinguidos, y la zona más amplia tiene un alto riesgo sísmico.